# Яцек Обрембський
Я́цек Обре́мбський (пол. Jacek Obrębski; нар. 14 вересня 1988) — польський волейболіст, який грає на позиції ліберо.
Юнацьку і молодіжну кар'єри провів у клубі AZS Ольштин U21. Грав у клубах «Camper» (Вишкув, Польща, 2007/08 — 2014/15), «Барком-Кажани» (Львів, 2015—2016), TS Victoria PWSZ (Валбжих, Польща, 2016—2017), «Осло Воллей» (Норвегія, 2017—2018), BAS (Білосток, Польща, 2018/19 — 2018/19). Від сезону 2019—2020 є гравцем UKS Sparta (Гродзиськ-Мазовецький, Польща).